# 松苗明美
松苗明美（日语：松苗あけみ，1956年11月18日—），日本漫畫家，東京都出身。

## 經歷
松苗在1977年以〈約束〉在《LYRICA》（リリカ）4月號出道。1988年作品《純情クレイジーフルーツ》獲得第12屆講談社漫畫賞少女部門賞。其作品也有獲改編為電視連續劇，1988年至1991年間於『Big Comic Spirits』連載的「原色恋愛圖鑑」在1989年改編為井森美幸主演的同名電視連續劇，『COMIC MIU』連載的「戀愛內科25時」於2005年改編為吉澤悠主演的同名電視連續劇。松苗也曾出任多屆講談社漫画賞評審委員。

## 軼聞
松苗經漫畫家內田善美介紹與一条由香莉結識，漫畫《有閑俱樂部》中劍菱萬作飼養的寵物「明美」，該名字是取自松苗明美。